# Selección femenina de balonmano de Groenlandia
La selección femenina de balonmano de Groenlandia es el equipo nacional de Groenlandia dirigido por la Federación Groenlandesa de Balonmano. Participa en competiciones internacionales de balonmano.
El equipo participó en el Campeonato Mundial de Balonmano Femenino de 2001 en Italia.

## Historia
Después de que la Federación Groenlandesa de Balonmano fuera reconocida por la Federación Internacional de Balonmano como miembro independiente en 1998, jugaron allí el primer partido contra Islandia el 27 de diciembre de 1998.

## Resultados

### Campeonato mundial
| Año  | Resultado      | Pos. | PJ | G | E | P | GF  | GC  |
| ---- | -------------- | ---- | -- | - | - | - | --- | --- |
| 2001 | fase de grupos | 24   | 5  | 0 | 0 | 5 | 77  | 152 |
| 2023 | fase de grupos | 32   | 7  | 0 | 0 | 7 | 130 | 231 |

### Campeonato Panamericano
| Año  | Resultado | Pos.              | PJ | G | E | P | GF  | GC  |
| ---- | --------- | ----------------- | -- | - | - | - | --- | --- |
| 1999 | Liguilla  | 5°                | 5  | 1 | 0 | 4 | 102 | 110 |
| 2000 | Liguilla  | Medalla de bronce | 5  | 3 | 0 | 2 | 123 | 120 |
| 2015 | Por el 5° | 6°                | 7  | 2 | 1 | 4 | 150 | 176 |

### Campeonato Norteamericano y Caribeño de Balonmano Femenino
| Año  | Resultado                | Pos.              | PJ | G | E | P | GF  | GC  |
| ---- | ------------------------ | ----------------- | -- | - | - | - | --- | --- |
| 2015 | Por la medalla de bronce | 4°                | 6  | 2 | 2 | 2 | 142 | 150 |
| 2017 | Por la medalla de bronce | 4°                | 5  | 0 | 0 | 5 | 117 | 134 |
| 2019 | Por la medalla de bronce | Medalla de bronce | 5  | 2 | 1 | 2 | 131 | 117 |
| 2021 | Por la medalla de oro    | Medalla de plata  | 4  | 3 | 0 | 1 | 111 | 102 |
| 2023 | Por la medalla de oro    | Medalla de oro    | 5  | 0 | 0 | 0 | 123 | 87  |

## Entrenadores
| Periodo   | Nombre          |
| --------- | --------------- |
| 1998-1999 | Kim Mandrup     |
| 1999-?    | Jan Laugesen    |
| 2011-2016 | Jakob Andreasen |
| 2016-2021 | Johannes Groth  |